# Junhac
Junhac település Franciaországban, Cantal megyében. Lakosainak száma 288 fő (2022. január 1.). Junhac Cassaniouze, Labesserette, Montsalvy, Sansac-Veinazès, Sénezergues és Vieillevie községekkel határos.

## Népesség
A település népességének változása:
| Lakosok száma | 510  | 440  | 381  | 333  | 323  | 318  | 301  | 297  | 293  | 288  |
|               | 1968 | 1982 | 1990 | 2006 | 2013 | 2015 | 2017 | 2019 | 2020 | 2022 |